# Tricharaea indivisa
Tricharaea indivisa är en tvåvingeart som beskrevs av Guilherme A.M.Lopes 1986. Tricharaea indivisa ingår i släktet Tricharaea och familjen köttflugor. Inga underarter finns listade i Catalogue of Life.